# Jennie van Ackeren Dieterle
Jennie van Ackeren Dieterle (2 de julio de 1909 - 15 de abril de 1999) fue una botánica, profesora, taxónoma, conservadora, y exploradora estadounidense.
Desarrolló actividades académicas y científicas en el Departamento de Botánica, de la Universidad de Míchigan. Realizó extensas expediciones botánicas a México y algunos países centroamericanos. Se especializó en la familia de las cucurbitáceas.

## Algunas publicaciones
- j. dostal Praha, jennie v.a. Dieterle. 1960. Sandbags as a technical aid in mounting plants. Rhodora 62: 322 - 324.

## Eponimia[7]
Género de fanerógamas
- (Cucurbitaceae) Dieterlea E.J.Lott[8]

Especies
- (Boraginaceae) Cynoglossum dieterlei (Sadat) Greuter & Stier[9]
- (Caryophyllaceae) Silene dieterlei Podlech[10]
- (Cucurbitaceae) Cyclanthera dieterleana C.E.Jones & Kearns[11]
- (Fabaceae) Astragalus dieterlei Podlech[12]